# Алексевич, Клавдия Ивановна

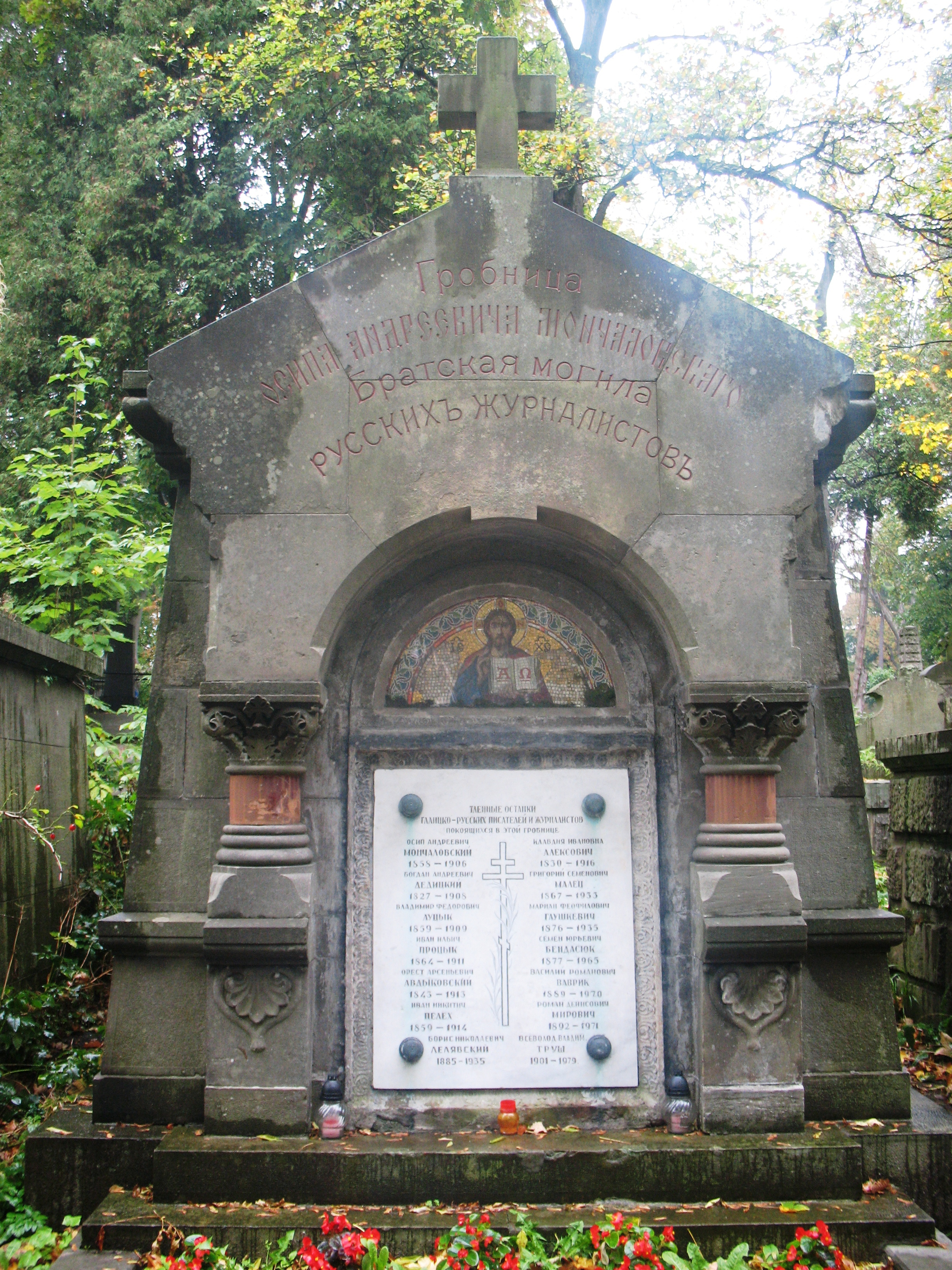
Братская могила русских журналистов, в которой похоронена Алексевич

Кла́вдия Ива́новна Алексе́вич, вариант написания фамилии — Алексо́вич (20 февраля 1830 — 15 октября 1916) — первая галицко-русская писательница, общественный деятель и педагог.

## Биография
Родилась на Лемковщине в селе Красная Кроснянского уезда (Австрийская империя, ныне Польша). Воспитывалась дедом, униатским епископом Полянским. Окончила педагогические курсы в Перемышле, где принимала участие в деятельности общества «Сестричество». В 1877 году основала во Львове «Общество русских дам», женскую галицко-русскую организацию, была председателем Общества. Организовала также пансион для галицко-русских девушек. Активно участвовала в работе Общества имени Михаила Качковского и литературного общества «Муза».
Клавдия Алексевич написала на язычии две пьесы из народного быта: «Арендарь» и «Запамороченная». Её перу принадлежат также «Песня Ольдины» (1860), «Народные поверия на Великой Руси», сказка «Заклятый медведь». Умерла во Львове, похоронена на Лычаковском кладбище в гробнице Осипа Мончаловского (Братская могила русских журналистов).